# Бековський район

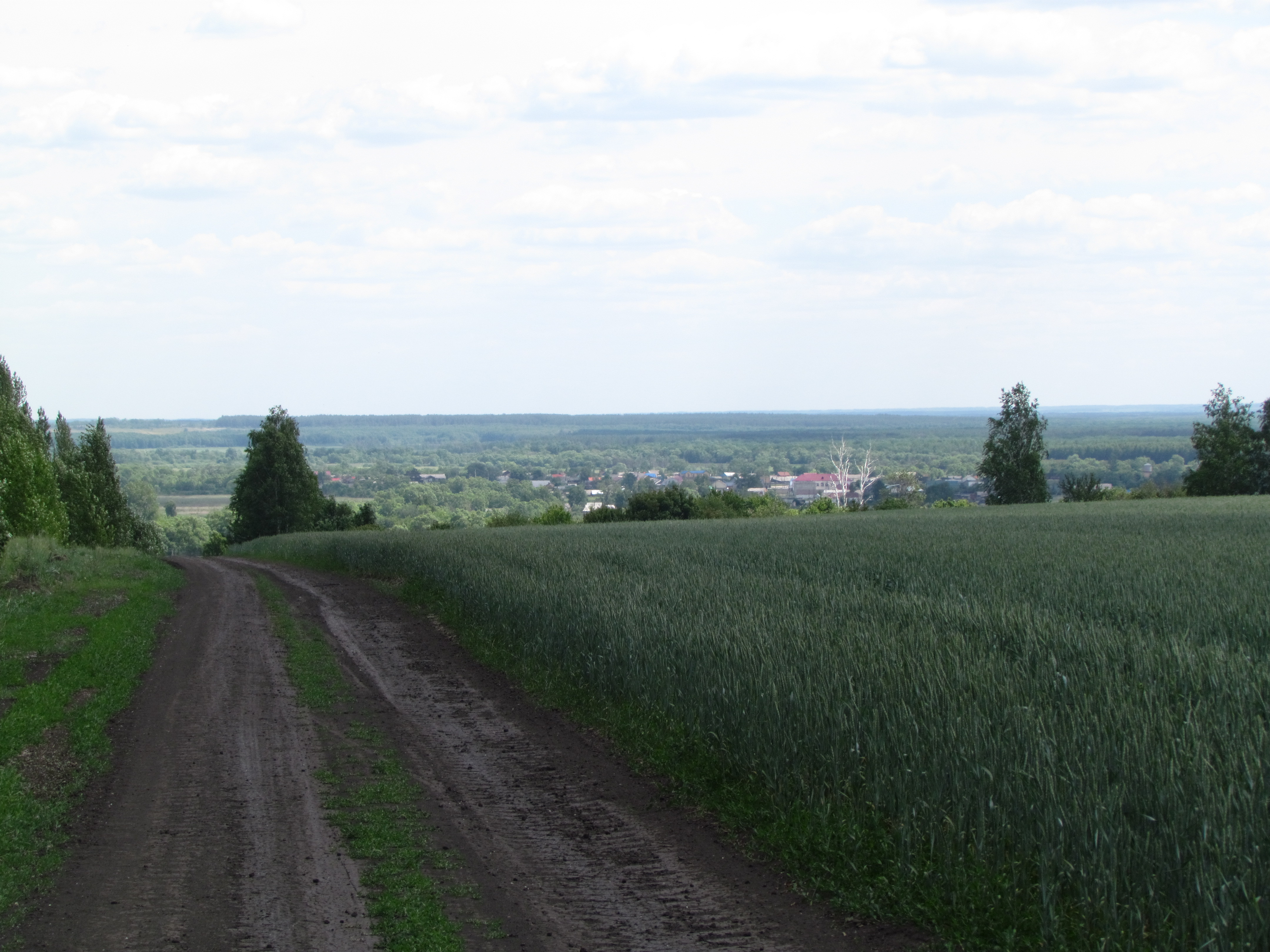
В'їзд до села Сосновка

Бековський район (рос. Бековский район) — адміністративно-територіальна одиниця (район) та муніципальне утворення (муніципальний район) у складі Пензенській області Росії.
Адміністративний центр — робітниче селище Беково.
Набув широкої популярності внаслідок скандалу з «пензенськими затворниками», які восени 2007 року на чолі зі своїми лідерами Петром Кузнєцовим та Недогоном закрилися в печері біля села Нікольське в очікуванні «кінця світу» в травні 2008 року.

## Географія
Розташований Бековский район на південному заході області межує на півночі — з Бєлінським райном Пензенської області, на сході — з Сердобским районом Пензенської області, на півдні — з Ртищевским районом Саратовській області, на заході — з Тамалинским районом Пензенської області. По території району проходить Південно-Східна залізниця Саратов — Тамбов — Москва і примикає до неї відвід на Беково.
Площа території — 1016 км², з них сільгоспугідь 82,5 тис. га, ріллі — 59,9 тис. га. Район знаходиться в зоні помірно-континентального кліматичного поясу, відноситься до родючих чорноземним районах. Рельєф місцевості та ґрунтово-кліматичні умови сприятливі для ведення сільського господарства. Це лісостепова зона з переважанням степових ландшафтів. Лісові угіддя займають площу 11.175 га і розташовані в основному в заплаві річки Хопер, малими площами зустрічаються на схилах річкових долин і балок. Степова рослинність збереглася лише по балках і ярах, лісових узліссях, так як основна частина земельних угідь розорана.
Тваринний світ в природних умовах представлений загальнопоширеними видами: хом'як, ховрах, тхір, тушканчик, миша польова, їжак, заєць, лисиця. На водоймах зустрічається ондатра, бобер. З птахів — боривітер, жайворонок, калинка, лунь, чапля, куріпка. Водні джерела — річка Хопер, більше 10 дрібних річок (Пяша, Миткирей, Мала Пяша та інші), численні озера і ставки. Всього площа під водою складає 1664 га.

## Історія
Район утворений 16 липня 1928 року в складі Балашовського округу Нижньо-Волзького краю. З січня 1934 року в складі Саратовського краю, з грудня 1936 року — в Саратовській області.
У лютому 1939 року передано до складу новоствореної Пензенської області.
В 1963—1965 роках район був скасований, його територія входила до складу Сердобського району.

## Населення
Урбанізація
У міських умовах (робочий селище Беково) проживають 41,05 % населення району.

## Муніципально-територіальний устрій
В Бековському районі 34 населених пункти у складі одного міського та восьми сільських поселень
Розформовані населені пункти
У грудні 2015 року хутір Вислий виключений з облікових даних адміністративно-територіального устрою Пензенської області як населений пункт фактично припинив своє існування, в якому відсутні офіційно зареєстровані мешканці.

## Економіка
На території району в 2005 році було зареєстровано 232 господарюючі суб'єкти різних форм власності, 186 індивідуальних підприємців. Район сільськогосподарський, з розвиненою переробною промисловістю. Основні напрямки діяльності сільських жителів: рослинництво (вирощування зернових культур, цукрових буряків, соняшнику, кормових культур), садівництво (яблука), тваринництво (виробництво молока і м'яса), вирощування картоплі, овочів, розведенням худоби і бджіл.
Основних промислових підприємств 6: ЗАТ «Бековский цукровий завод» виробляє цукор-пісок з цукрових буряків і сирцю, меляса, жом, вапно; ВАТ "Маслозавод «Бековский» виробляє масло вершкове, сир, цільномолочну продукцію; Бековский харчокомбінат виготовляє натуральні кондитерські вироби; ТОВ «Бековский хліб» — хлібобулочні і кондитерські вироби; ТОВ «Бековохлебопродукт» виробляє борошно.
Промислове виробництво організовано в ТОВ «Агрофірма Євросервіс-Беково», ТОВ «Агрофірма плодпром-Беково».
В районі ведеться капітальне будівництво об'єктів і газифікація населених пунктів. Рівень газифікації житлового фонду району природним газом становить понад 50 %, в смт Беково — понад 80 %.

## Соціально-культурна сфера
Соціально-культурна сфера представлена установами освіти, охорони здоров'я, соціального захисту населення, культури та спорту. Функціонує 4 дитячих дошкільних заклади (бюджетні), 24 школи, Будинок дитячої творчості, Дитяча музична школа та професійне училище ПУ-35. У сфері освіти зайнято понад 415 педагогічних працівників.
Також район має свою громадсько-політичну газету «Бековский вісник», яка була заснована 2 листопада 1930 року і спочатку мала назву «Колгоспник», а до 1991 року «Комуніст».
Центральна районна лікарня, 2 лікарські амбулаторії, 16 фельдшерсько-акушерських пунктів, аптека і кілька аптечних пунктів, стоматологічний кабінет. У закладах охорони здоров'я працюють 35 лікарів та 147 осіб середнього медичного персоналу. Функціонують три установи соціального обслуговування населення: центр соціального обслуговування населення і пансіонат для престарілих та інвалідів, в якому проживають 120 осіб. Працює реабілітаційний центр для дітей і підлітків з обмеженими можливостями.
З спортивних об'єктів виділяються районний стадіон, стадіон ЗАТ «Бековский цукровий завод», 14 спортивних залів, 20 спортивних майданчиків. Розвинені види спорту: футбол, волейбол, легка атлетика, містечка, шахи, теніс, більярд, 2 тіра. Для оздоровлення дітей діють літній дитячий табір і при школах 20-літніх оздоровчих майданчиків. Працюють районний та 16 сільських будинків культури, 19 бібліотек, краєзнавчий музей, 2 церкви і 1 молитовний будинок. На території району розташовані пам'ятники історії початку XIX століття: садиби Устинова, Макарова в смт Беково та інші.

## Відомі люди
З районом пов'язані імена видатних людей. Серед них:
- Аравін Петро Васильович — вчений-історик, дослідник історії російської та казахської музики;
- Глотова Ніна Михайлівна — офтальмолог, доктор медичних наук;
- Дроздов Іван Володимирович, письменник-фронтовик;
- Калінін Павло Васильович — вчений у галузі мінералогії;
- Крюков Адріан Олександрович — вчений-офтальмолог (1849—1908);
- Нефедов В'ячеслав Вікторович — кандидат історичних наук; віце-президент Фонду сприяння розвитку російської культури (гір. Москва);
- Павкина Лідія Іванівна, Герой Соціалістичної Праці;
- Устинов Петро Михайлович (1879—1937) — радянський дипломат.
- Финогеев Олександр Віталійович (1953) — російський письменник, автор книг «У ті дні в морях дороги наші були», «…і життя, і море, і любов…» (2009), «Віра, Надія, Любов» (збірник, 2012), «По місцях стояти!» (2013), «В житті не повірю» (2014), «Міражі туману» (2015), «Кола на воді» (2017), «Смуга прибою» (2018). Живе і працює в місті Миколаєві.

### Герої Радянського Союзу— уродженці Бековського району
- Дубровін Михайло Якович;
- Дудаков Олександр Васильович;
- Калінніков Іван Омелянович;
- Петров Олександр Іванович;
- Червяков Володимир Іванович.

## Транспорт
Основний вид транспорту-автомобільний, на його частку припадає понад 90 % вантажних і пасажирських перевезень. Довжина пасажирських маршрутів 546 км, кількість маршрутів 11, в тому числі 2 міжміських. Послуги з перевезень здійснюють одне спеціалізоване автотранспортне підприємство та індивідуальні підприємці. Є будівельна організація ГУП «Бековское ШРБУ», що володіє значними потужностями для проведення дорожньо-будівельних робіт. Ряд підприємств з надання комунальних послуг, зв'язку, торгівлі, громадського харчування, побутового та іншого обслуговування населення, інші підприємства і організації, що забезпечують життєдіяльність району. По території району проходить лінія Південно-Східної залізниці «Ртищево—Тамбов—Москва» і гілка «Вертуновская—Беково» (Бековская гілка).